# ダピタン
ダピタン（Dapitan）は、フィリピン南部ミンダナオ島の北西部にある都市。サンボアンガ半島の北岸に位置し、サンボアンガ・デル・ノルテ州に属する。2000年の国勢調査では人口は68,178人、世帯数は13,560世帯。バランガイ数は50。北はスールー海に面し、フィリピン各地からのフェリーの着く港湾都市である。

## 歴史
フィリピンの歴史上、フィリピン独立の父ホセ・リサールがスペイン植民地政府によって流刑された地として名高い。彼は1892年にラ・リガ・フィリピナの結成により流刑された後、ここダピタンで学校、病院、水道施設の建設を行ったほか、生徒たちとマニラ麻（アバカ）の栽培を行った。彼は農業を教えたほかさまざまな心構えの教育も行い、この生徒たちから多くの篤農家や政治家が輩出された。彼は1896年に処刑のためマニラに移送されるまでここで生徒や住民の啓蒙につとめた。